# Colonisation germanique de l'Europe orientale
 (avril 2024).

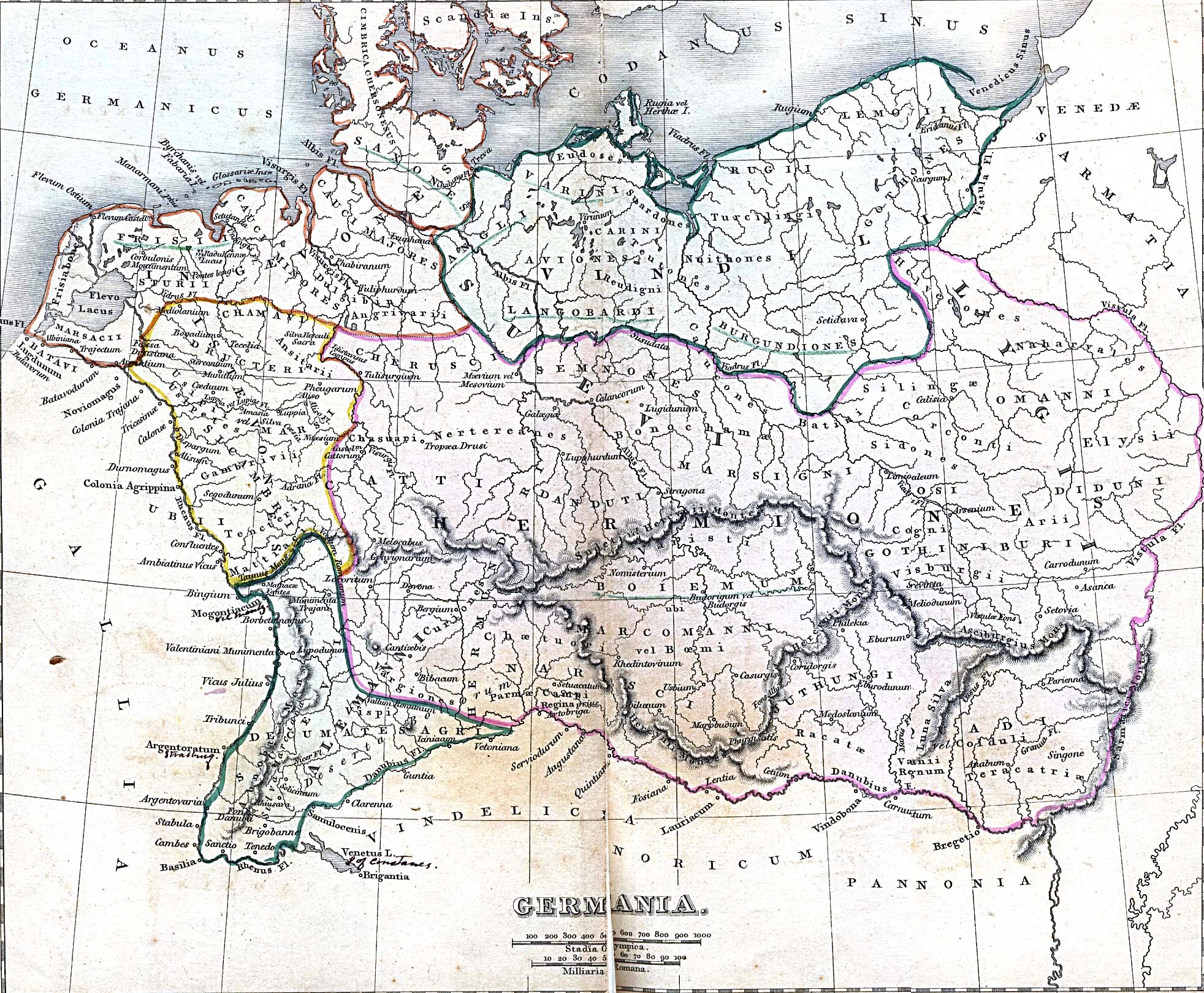
Territoire de la Germanie dans l'Antiquité.

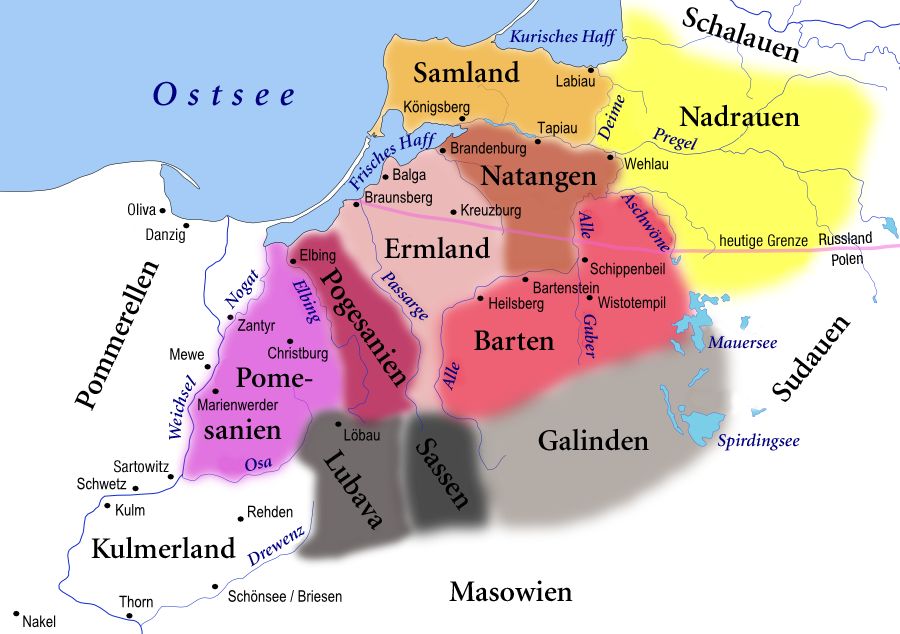
Peuples prussiens baltes avant l’Ostsiedlung et la christianisation.

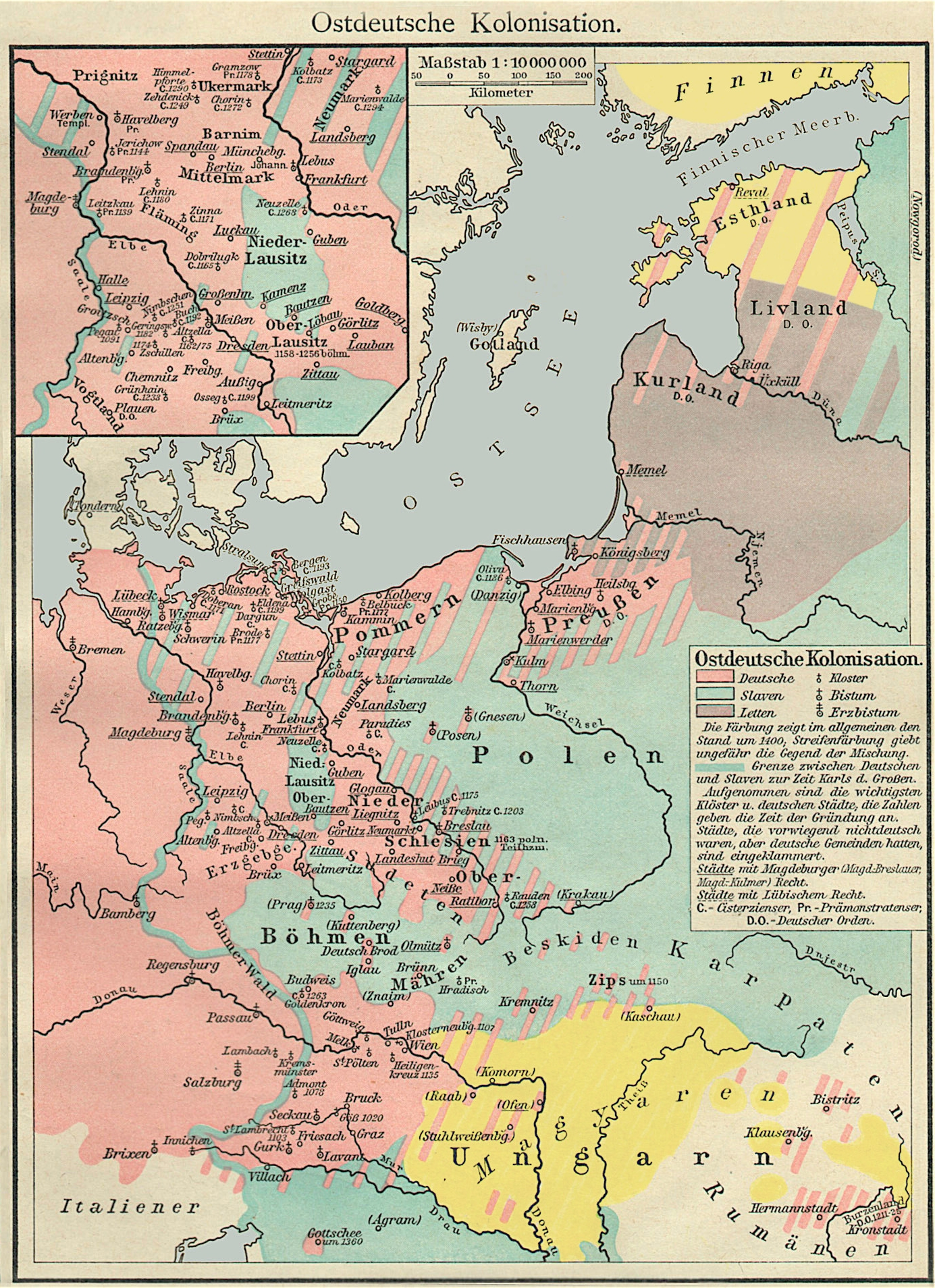
Expansion linguistique de l'allemand en Europe.

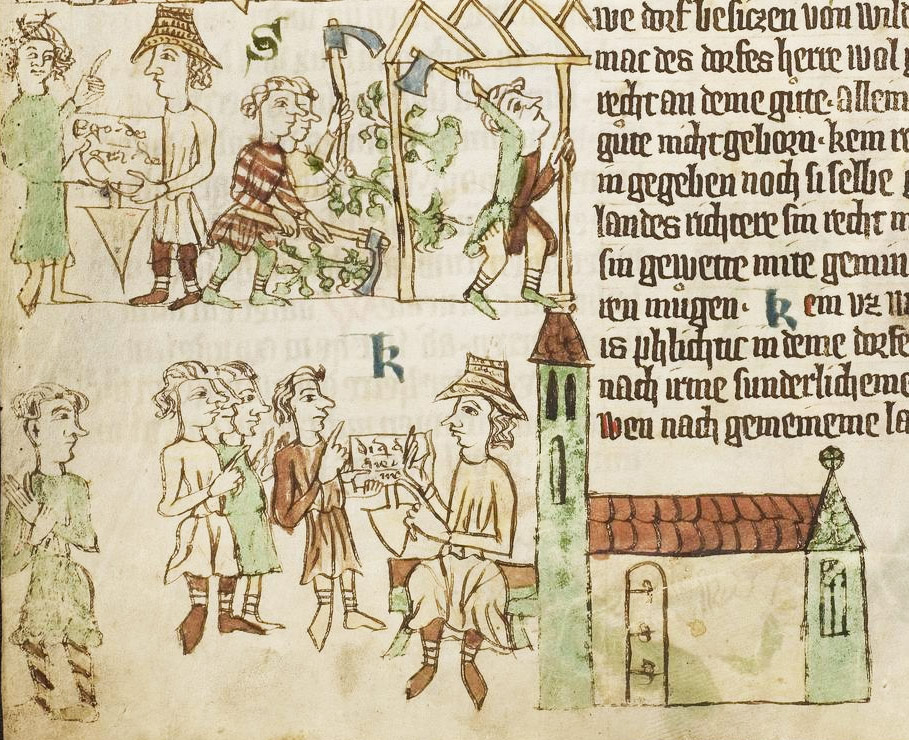
Droit germanique (« Miroir des Saxons ») appliqué en Europe orientale.

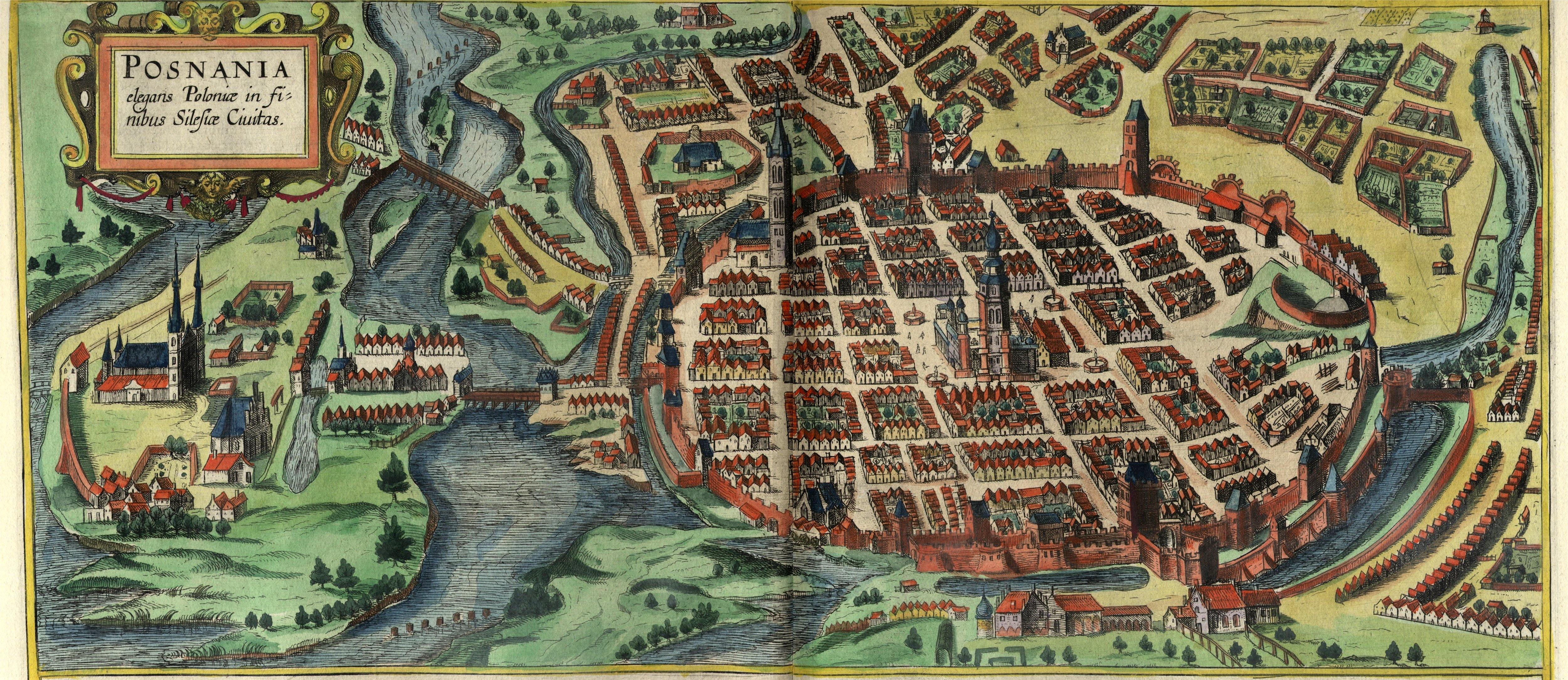
Poznań, le quartier construit par les Allemands reconnaissable aux rues se coupant en angle droit.

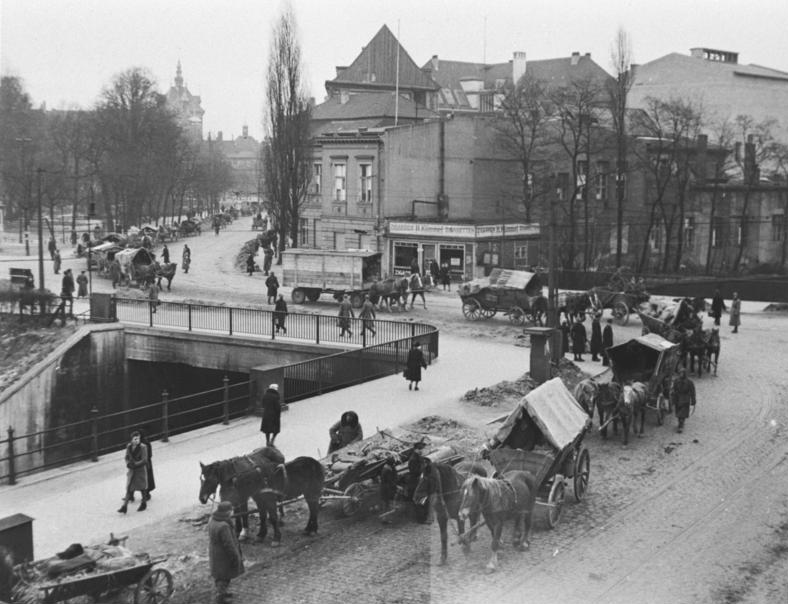
Réfugiés allemands quittant Danzig en 1945.

La colonisation germanique de l'Europe orientale (Ostsiedlung) est l'expansion migratoire vers l'est de l'Europe centrale, des populations de langue allemande, survenue au cours du Moyen Âge. La zone colonisée s'étend à peu près de la Slovénie, de la Styrie et de la Carinthie vers le nord-est atteignant la Poméranie, la Lusace, la Bohême-Moravie, la Pologne et les Pays baltes, ainsi que vers l'est atteignant la Hongrie (notamment la Haute-Hongrie, actuelle Slovaquie) et la Transylvanie. L'Ostsiedlung reprend ainsi approximativement la majeure partie de l'ancienne Germania Magna de l'Antiquité.

## Contexte historique
L’Ostsiedlung, aussi appelé dans diverses sources Hochmittelalterlicher Landesausbau (« restructuration territoriale du haut Moyen Âge ») débute quand les Germains commencent à s'installer à l'est des rivières de l'Elbe et la Saale, territoires peuplés depuis le VIIe siècle par des populations slaves. Sur ces territoires, les structures politiques motrices sont, notamment à partir de la « bulle d'or de Rimini », le Saint-Empire romain germanique et l'ordre Teutonique. L’Ostsiedlung est partie initiale d'un processus plus étendu dans le temps et l'espace, qui se poursuivit jusqu'à l'Oural et jusqu'au milieu du XIXe siècle : l’Ostkolonisation (« colonisation de l'Est »), aussi appelée Drang nach Osten (« marche vers l'Est »).

## Expansion et colonisation

### Expansion guerrière
Dans un premier temps, les « Wendes » (Slaves occidentaux) sont anéantis ou assimilés par un flot de migrants germaniques. Au XIIe siècle, l'affaiblissement du royaume de Pologne et des États tchèques permet la création des marches, des districts militaires frontaliers, par exemple au Brandebourg et au Mecklembourg.
Lothaire III (1125-1137) obtient la soumission des princes abodrites poméraniens. Il réorganise les marches de l'est et place Adolphe Ier de Schauenbourg à la tête du Hostein et de la marche de l'est saxonne. Les Slaves sont battus (Jaxa de Copnic dans la Marche de Brandebourg ou Ottokar Ier de Bohême pour les territoires tchèques), tandis que des moines-soldats, les chevaliers Teutoniques, entrent en Transylvanie menés par leur Grand Maître Hermann von Salza, soumettent les Coumans et les Valaques, assurent la souveraineté hongroise sur ce pays et ouvrent la voie à la colonisation par des Saxons, puis conquièrent d'immenses domaines à l'est de la mer Baltique, exterminant les derniers Lituaniens polythéistes (« païens ») et militarisant la frontière prusso-polonaise.

### Expansion pacifique
La colonisation allemande a pu être demandée par des souverains tchèques, hongrois, polonais ou ruthènes, afin d'organiser politiquement, de christianiser et de mieux exploiter économiquement (notamment dans le domaine minier et forestier) des régions frontalières aux populations mal contrôlées. C'est l'origine de communautés germaniques spécialisées comme les Allemands des Carpates mineurs, bûcherons et bâtisseurs de fortins et de forteresses, ou comme les barons germano-Baltes, auxquelles il faut ajouter les confréries de moines germanophones bénédictins ou cisterciens, prieurs mais aussi défricheurs, constructeurs et enseignants. Tous ces colons laïcs ou religieux introduisirent en Europe centrale et orientale le code médiéval des lois germaniques dit « Miroir des Saxons ». Bien préservées, les églises fortifiées de Transylvanie sont un témoignage de cette époque. Au cours du XIVe siècle, la peste noire met un coup d'arrêt à cette première vague de colonisation germanique ; une seconde vague reprendra à partir du début du XVIIIe siècle sous l'égide de la monarchie des Habsbourg, du royaume de Prusse et de l'empire russe, à mesure qu'ils s'agrandissent aux dépens de l'Empire ottoman et de la Pologne, et que les empereurs et les Tzars colonisent leurs nouveaux territoires dévastés et dépeuplés par les guerres.

## Pangermanisme moderne
La colonisation germanique à l'Est deviendra au XIXe siècle un thème de propagande de l'idéologie impériale allemande et austro-hongroise, mais la défaite et l'effondrement de ces « empires centraux » à l'issue de la Première Guerre mondiale relança entre les deux guerres un pangermanisme très nationaliste sous la forme du projet national-socialiste de « Grande Allemagne » qui devait, par extermination, asservissement et refoulement vers l'est des « sous-hommes » slaves, juifs, roms ou autres, dégager un vaste « espace vital » oriental par la mise en œuvre du Generalplan Ost (« schéma directeur pour l'Est »).
En 1945, la Conférence de Potsdam met un terme définitif à toute idée d'expansion démographique allemande vers l'Est au-delà des nouvelles frontières fixées sur la ligne Oder-Neisse.